# Барло (Звартеватерланд)
Барло (нід. Baarlo) — селище в нідерландській провінції Оверейсел, територія якого поділене між муніципалітетами Звартеватерланд і Зволле. Його населення оцінюється у 20 осіб.